# Uomo per la pace
Uomo per la pace (detto anche Uomo di pace o, in inglese, Man for Peace o Man of Peace) è un'opera d'arte di Franco Scepi realizzata nel 1977.

## Storia dell'opera
Uomo per la pace o Uomo di pace è il nome che l'artista diede all'immagine da lui dipinta nel 1977, in segno di auspicio per la fine della guerra fredda ed ispirata all'impegno dell'allora arcivescovo di Cracovia Karol Wojtyła. L'immagine raffigura un volto androgino, chiuso nel muro delle intolleranze politiche e religiose, dalla cui sommità una colomba trascina via falce e martello, simboli del comunismo.
In seguito ai ripetuti abusi imitativi del titolo dell'opera, avvenuti dopo l'ultimo World Summit of Nobel Peace Laureates di Roma del 2006, al nome è stato aggiunto anche il cognome dell'artista, divenendo così Uomo della pace di Scepi, anche se il titolo dell'immagine originale è rimasto quello iniziale.
Prima di essere plasmato e divenire monumento, l'immagine fu adottata da Franco Scepi per realizzare il manifesto del film L'uomo di marmo del regista polacco Andrzej Wajda. 
Nel 1996, su iniziativa dell'ex presidente sovietico Mikhail Gorbaciov, del suo consigliere Vadim Zagladin, del presidente della Fondazione Gorbaciov Italia, Marzio Dallagiovanna, e del segretario di questa, Cristiano Grandi, nascevano i World Summit of Nobel Peace Laureates e l'opera di Franco Scepi ne divenne il simbolo, sottoscritto a Roma nel 1999 dai Premi Nobel per la Pace: Kim Dae Jung, Carlos Filipe Ximenes Belo, José Ramos Horta, il 14º Dalai Lama Tenzin Gyatso, Jody Williams, Mikhail Gorbaciov, Joseph Rotblat, Adolfo Pérez Esquivel, Shimon Peres, Rigoberta Menchú, Lech Wałęsa e Betty Williams, e dai rappresentanti delle seguenti associazioni premiate con il Nobel per la pace: American Friends Service Committee, IPB, UNHCR, Organizzazione internazionale del lavoro, IPPNW, Amnesty International, ICBL, Pugwash Conferences on Science and World Affairs, Institut de droit international, ONU, Medici Senza Frontiere, UNICEF. Da quella data Franco Scepi produce piccoli monumenti in bronzo della sua opera, che consegna personalmente come riconoscimento a personaggi che hanno offerto un contributo di rilievo internazionale, per la giustizia sociale e la pace. Un monumento di 60 centimetri è stato acquisito dal Museo d'Arte Moderna del Novecento Ricci Oddi di Piacenza.
La prima versione monumentale dell'Uomo della Pace di Scepi (una scultura di bronzo alta tre metri) è stata collocata nel 1999 presso il Magi '900 (Museo delle eccellenze artistiche e storiche), fondato da Giulio Bargellini a Pieve di Cento, in provincia di Bologna. Successivamente, nel 2009, una sala permanente è stata dedicata alla storia completa dell'opera d'arte. Un secondo monumento di analoghe dimensioni è stato posto nel 2002 in un giardino di Roma, nei pressi della FAO. Il 21 dicembre 2014, per iniziativa del comitato dell’Uomo della Pace presieduto da Giuseppe Toziano con una raccolta fondi popolare, è stata collocata una versione in piccolo dell'opera a Lucera in occasione dell'anno della santificazione di Papa Giovanni Paolo II.
L'opera e la sua definizione sono proprietà esclusive dell'artista.

## Riconoscimenti
I riconoscimenti sono stati consegnati dall'artista a tutti i Premi Nobel per la pace, alle organizzazioni Nobel per la pace e nel corso degli anni a:
- 2002: Roberto Benigni
- 2003: Team Italiano di calcio Nazionale Cantanti
- 2004: Yusuf Islam (Cat Stevens)
- 2005: Bob Geldof
- 2005: Ivan Suvanjieff e PeaceJam
- 2007: Massimo Cacciari
- 2008: Claudio Baglioni
- 2010: Gianfranco Zola